# Міхай Корхут
Мі́хай Ко́рхут (угор. Korhut Mihály, нар. 1 грудня 1988, Мішкольц) — угорський футболіст, лівий захисник клубу «Дебрецен» і національної збірної Угорщини.

## Клубна кар'єра
У дорослому футболі дебютував 2008 року виступами за другу команду клубу «Дебрецен», в якій провів три сезони, взявши участь у 69 матчах чемпіонату. З 2010 року почав залучатися до складу основної команди дебреценського клубу.
Першу половину 2011 року провів в оренді в «Капошварі», після чого повернувся до «Дебрецена». Відразу після повернення з оренди став основним виконавцем на лівому фланзі захисту своєї команди. Відтоді встиг відіграти за клуб з Дебрецена 142 матчі в національному чемпіонаті.

## Виступи за збірну
2014 року дебютував в офіційних матчах у складі національної збірної Угорщини.
У травні 2016 року був включений до заявки збірної Угорщини для участі у фінальній частині чемпіонату Європи у Франції.

## Титули і досягнення
- Чемпіон Угорщини (3):

«Дебрецен»: 2009–10, 2011–12, 2013–14
- Володар Кубка Угорщини (3):

«Дебрецен»: 2009–10, 2011–12, 2012–13
- Володар Суперкубка Угорщини (2):

«Дебрецен»: 2009, 2010
- Чемпіон Ізраїлю (2):

«Хапоель» (Беер-Шева): 2016-17, 2017-18
- Володар Суперкубка Ізраїлю (1):

«Хапоель» (Беер-Шева): 2017
- Володар Кубка Тото (1):

«Хапоель» (Беер-Шева): 2016-17